# Кира Андрейчина
Кира Георгиева (Андрейчина) Райчева е дългогодишен преподавател, доцент в Софийския университет. Основен автор на Руско-български фразеологичен речник.

## Семейство
Родена е на 14 април 1934 г. Дъщеря е на Георги Илиев Андрейчин, съпруга на Венцел Йорданов Райчев и майка на Андрей и Владимир Райчеви.

## За нея
- „В памет на Кира Георгиева Андрейчина (1934–2007)“. – сп. Съпоставително езикознание / Сопоставительное языкознание / Contrastive linguistics 32(3). 202.